# Юйфэн
Юйфэ́н (кит. упр. 鱼峰, пиньинь Yúfēng) — район городского подчинения городского округа Лючжоу Гуанси-Чжуанского автономного района (КНР).

## История
До XX века это была обычная сельская местность. В 1929 году здесь был построен крупнейший на тот момент механический завод провинции Гуанси. Во время Второй мировой войны сюда переехал ряд предприятий с севера страны, образовав целый промышленный район.
После вхождения этих мест в состав КНР в конце 1949 года из уезда Люцзян был официально выделен в качестве отдельной административной единицы город Лючжоу (柳州市). Был образован Специальный район Лючжоу (柳州专区), в состав которого вошли город Лючжоу и 10 уездов. В 1950 году город Лючжоу был выведен из состава специального района, и подчинён напрямую властям провинции Гуанси. В 1958 году провинция Гуанси была преобразована в Гуанси-Чжуанский автономный район, а город Лючжоу опять вошёл в состав Специального района Лючжоу. В 1961 году город Лючжоу был вновь выделен из состава Специального района, опять перейдя в прямое подчинение властям автономного района.
В 1979 году в составе города Лючжоу был создан район Юйфэн.
Постановлением Госсовета КНР от 22 июня 2002 года был расформирован Пригородный район Лючжоу (柳州市市郊区), и часть его земель была передана в состав района Юйфэн.
19 ноября 2002 года город Лючжоу и часть земель бывшего округа Лючжоу были объединены в городской округ Лючжоу.
В 2011 году в состав района Юйфэн была включена часть земель уезда Лучжай.
В 2012 году в состав района Юйфэн была передана часть земель района Любэй.

## Административное деление
Район делится на 8 уличных комитетов и 2 посёлка.